# Ernst Kaiser (Mathematiker)

Ernst Kaiser (1972)

Ernst Kaiser (* 13. Mai 1907 in Rorschach; † 25. April 1978 in Bern) war ein Schweizer Mathematiker. Er gilt allgemein als mathematischer Vater der Alters- und Hinterlassenenversicherung (AHV).

## Leben und Wirken
Nach dem Schulbesuch in Rorschach und St. Gallen studierte er von 1927 bis 1931 Mathematik in Genf und Lausanne. Er promovierte 1950 in Genf.
Von 1931 bis 1941 war Kaiser zunächst beim Völkerbund in Genf tätig. 1942 wechselte er zum Eidgenössischen Volkszählungsbüro, dem heutigen Bundesamt für Statistik. Von 1943 bis zu seiner Pensionierung und darüber hinaus bis zu seinem Tode arbeitete er beim Bundesamt für Sozialversicherungen.
Er legte den mathematischen Grundstein für die AHV, war massgeblich bei der Einführung des Obligatoriums der Invalidenversicherung sowie der 2. Säule beteiligt und wirkte ebenfalls bei der Weiterentwicklung der Kranken-, Unfall- und Invalidenversicherung mit.
Von 1966 an war er Privatdozent an der ETH Zürich. 1973 wurde er zum Titularprofessors ernannt. Er starb 1978 nach der Teilnahme an einer Sitzung der ständerätlichen Kommissionssitzung zur Vorberatung des Gesetzes über die 2. Säule in Bern.

## Werke
- Die dynamische Relativität: ein Zentralproblem der Sozial- und Wirtschaftsmathematik. In: Mitteilungen der Vereinigung schweizerischer Versicherungsmathematiker. 1974, S. 29–62.